# 冬麻豆
冬麻豆（学名：Salweenia wardii），为豆科冬麻豆属下的一个植物种。